# Anton Pistotnig
Anton Pistotnig (* 20. April 1949 in Lavamünd in Kärnten) ist ein österreichischer Musiker, Oboist und Militärkapellmeister von Niederösterreich in Pension.

## Leben
Er stammt aus einer Musikerfamilie. Zunächst lernte er Violine. Seine musikalische Ausbildung absolvierte er im Hauptfach Oboe am Kärntner Landeskonservatorium im Jahr 1975. Danach war er als Oboist im Kärntner Landessinfonieorchester und im Kammerorchester des ORF Kärnten tätig. Nachdem er die Militärkapellmeisterprüfung positiv ablegte, war er seit 1980 Militärkapellmeister von Niederösterreich im Militärkommando in St. Pölten. Außerdem ist er Landeskapellmeister des Niederösterreichischen Blasmusikverbandes (NÖBV), wo er im Schloss Zeillern Kurse für Dirigenten und Instrumentalisten immer wieder leitet.
Am 30. Juni 2011 ging er als Oberst der Militärmusikkapelle Niederösterreich in den Ruhestand.

## Ehrungen und Auszeichnungen
- Jakob-Prandtauer-Preis für Wissenschaft und Kunst (1999)
- Verdienstzeichen des Niederösterreichischen Landesfeuerwehrverbandes 1. Klasse in Gold (2002)
- Berufstitel „Professor“ (Ende 2009 durch Landeshauptmann von Niederösterreich, Erwin Pröll)